# (244) Sita
(244) Sita – planetoida z pasa głównego planetoid.

## Odkrycie
Została odkryta 14 października 1884 roku w Obserwatorium Uniwersyteckim w Wiedniu przez Johanna Palisę. Nazwa planetoidy pochodzi od Sity, w hinduizmie żony Ramy.

## Orbita
(244) Sita okrąża Słońce w ciągu 3 lat i 77 dni w średniej odległości 2,17 j.a. Planetoida należy do rodziny planetoidy Flora, nazywanej też czasem rodziną Ariadne.